# Garik Martirosian
Garik Iurevici Martirosian (în armeană Գարիկ Յուրիի Մարտիրոսյան, în rusă Га́рик Ю́рьевич Мартирося́н; n. 13 februarie 1974, Erevan, Republica Sovietică Socialistă Armeană, URSS) este un umorist și prezentator de televiziune armean și rus, coproducător, regizor artistic și „rezident” Comedy Club („TNT”), producatorul proiectelor de televiziune Comedy Club, cum ar fi „Rusia noastră” („TNT”) și „Smeh bez pravil” („ТNТ”). A condus proiectul „Minuta slavî” de la Pervîi Kanal (sezonul 1 și 2).

## Legături extene
- ru  Biografia lui Garik Martirosian Arhivat în 19 ianuarie 2012, la Wayback Machine. pe Cosmo.ru
- ru  Garik Martirosian Arhivat în 5 martie 2016, la Wayback Machine. pe site-ul Comedy Club
- ru  Garik Martirosian pe site-ul Pervîi Kanal
- ru  Garik Martirosian în programa tv „Telexraniteli” la radio „Ăxo Moskvî” (25.03.2007)